# Ocáriz
Ocáriz (en euskera y oficialmente Okariz)  es un concejo del municipio de San Millán, en la provincia de Álava, País Vasco (España).

## Despoblado
Forma parte del concejo el despoblado de:
- Padura.[1]

## Historia
Hacia mediados del siglo XIX, el lugar, ya por entonces perteneciente a San Millán, tenía contabilizada una población de 107 habitantes. Aparece descrito en el duodécimo volumen del Diccionario geográfico-estadístico-histórico de España y sus posesiones de Ultramar de Pascual Madoz con las siguientes palabras:

OCARIZ: l. del ayunt. de San Millan, de Salvatierra (1/2), aud. terr. de Burgos (25), c. g. de las Provincias Vascongadas, dióc. de Calahorra (14 1/4). sit. en llano á la falda del monte Encia; clima frio; reina el viento N., y se padecen pleuresias, pulmonías y fiebres catarrales. Tiene 25 casas; escuela de primera educacion para ambos sexos, frecuentada por 28 ó 30 alumnos y dotada con 25 fanegas de trigo; igl. parr. con la advocacion de la Asuncion, servida por 3 beneficiados, 2 de racion entera y uno de media; una ermita dedicada á San Juan, y para el surtido del pueblo una fuente algo distante, de aguas comunes. El térm. confina: N. Muniain; E. Montaña de Encia; S. Opacua, y O. Arrizala y Salvatierra, hallándose dentro de su estension mucho arbolado de hayas y robles. El terreno es de mediana calidad; le atraviesa en direccion O. un riach. que nace al pie de la mencionada montaña y va á confundirse con el r. de Muniain. caminos, correos y prod.: (V. Muniain). ind.: ademas de la agricultura y ganadería hay 2 molinos harineros, uno con dos, y otro con una piedra, en buen estado. pobl.: 45 vec., 107 alm. riqueza y contr.: con su ayuntamiento (V.)
(Madoz, 1849, p. 211)

En 2022, tenía empadronados 35 habitantes.

## Demografía
| Gráfica de evolución demográfica de Ocáriz entre 2000 y 2017 |
|                                                              |
| Población de derecho según los censos de población del INE.  |

## Patrimonio
Hay en el concejo una iglesia de la Asunción de Nuestra Señora.